# Kurt Lammert
Kurt Lammert (* 25. Juni 1942 in Mannheim) ist ein ehemaliger deutscher Eishockeyspieler, der unter anderem für den Mannheimer ERC und TuS Eintracht Dortmund in der Bundesliga spielte, den Großteil seiner Karriere aber beim EC Deilinghofen in der zweithöchsten deutschen Spielklasse verbrachte.

## Karriere
Zwei Jahre nach seinen Anfängen bei den Junioren rückte Kurt Lammert in der Saison 1961/62 im Alter von 17 Jahren in die Bundesliga-Mannschaft des Mannheimer ERC. Anschließend wurde er vom EC Deilinghofen (ECD) verpflichtet, der in der Spielzeit 1962/63 erst in sein zweites Jahr im Seniorenbereich startete. Mit Ausnahme eines kurzen Bundesliga-Gastspiels beim TuS Eintracht Dortmund blieb er elf Jahre lang beim ECD, wo er in der damals zweitklassigen Oberliga als Mittelstürmer ebenso wie als Verteidiger eingesetzt wurde. In insgesamt 244 Ligaspielen erzielte er 85 Tore.
Ab 1973 spielte Lammert kurzzeitig für den ERC Westfalen Dortmund und anschließend vier Jahre beim Herner EV in der inzwischen drittklassigen Oberliga. Im Jahr 1980 kam er zur TEG Netphen in die Landesliga NRW, als er parallel im benachbarten Kreuztal bei der Krombacher Brauerei arbeitete und dort bis in die Geschäftsführung aufstieg. Zuvor war er bereits bei der Brauerei Iserlohn in verantwortlicher Position tätig. Bei einem Spiel für die TEG wurde er von der Schlägerspitze eines Gegners im Gesicht getroffen, woraufhin er auf dem rechten Auge erblindete. Nach zwei Spielzeiten beim EHC Münster, mit dem ihm der Aufstieg in die Regionalliga gelang, beendete er seine Karriere im Jahr 1985. 

### Trainerlaufbahn
Schon als Spieler beim ECD engagierte sich Lammert als Trainer in der Nachwuchsabteilung, wo er unter anderem die erste Bambini-Mannschaft für Sechs- bis Zehnjährige in Nordrhein-Westfalen aufbaute. Ende der 1970er Jahre trainierte er zwei Jahre lang die Oberliga-Mannschaft des ERC Westfalen Dortmund, bevor er nach Netphen wechselte, wo er ab 1980 als Spielertrainer tätig war. Seine letzte Trainerstation war der 1. Hennefer EC, dessen Präsident er Anfang der 1990er Jahre auch war.